# (8107) 1995 BR4
A (8107) 1995 BR4 a Naprendszer kisbolygóövében található aszteroida. Y. Shimizu és Urata Takesi fedezte fel 1995. január 31-én.